# تاكاهيرو هاتاكتا
تاكاهيرو هاتاكتا (باليابانية: 畠田 隆寛) (مواليد 20 ديسمبر 1976)، هو لاعب كرة قدم سابق كان يلعب كمدافع.